# Bussum

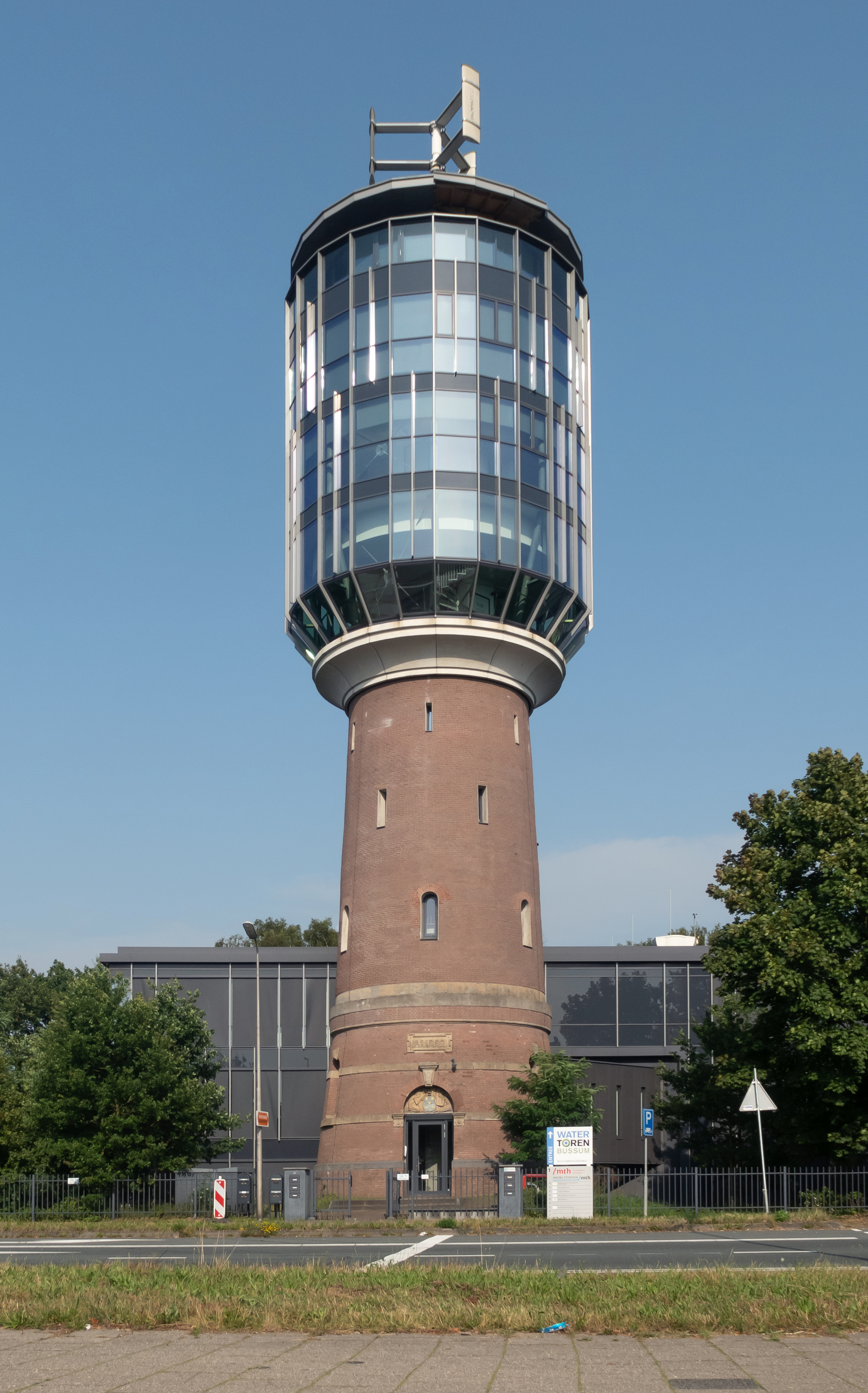
Wasserturm Bussum

Bussum (anhörenⓘ) ist ein Ortsteil von Gooise Meren in der niederländischen Provinz Nordholland mit 33.575 Einwohnern (Stand 1. Januar 2024). Der Ort wurde 1306 erstmals urkundlich erwähnt. Zum 1. Januar 2016 schloss er sich mit Muiden und Naarden zur neuen Gemeinde Gooise Meren zusammen.
Bussum liegt direkt nördlich von Hilversum in der waldreichen Region Het Gooi. Es hat zwei Regionalbahnhöfe an der Strecke Amsterdam–Amersfoort. Bis vor einigen Jahren waren in Bussum, das (wie Hilversum) vor 1874, als die vorgenannte Eisenbahn eröffnet wurde, ein ärmliches Bauerndorf war, eine große Kakaofabrik und Teile der niederländischen Fernsehstudios sesshaft.
Wie der Nachbar Hilversum hat Bussum eine St. Vituskirche, die hier 1894 von P.J.H. Cuypers entworfen wurde.
Bussum ist ein typisches Pendlerdorf. In der Umgebung kann man in Wald und Heide schöne Wanderungen machen.

## Politik

### Sitzverteilung im Gemeinderat
Bis zur Gemeindeauflösung im Jahr 2016 ergab sich folgende Sitzverteilung:
| Partei                | Sitze | Sitze | Sitze | Sitze |
| Partei                | 2002  | 2006  | 2010  | 2014  |
| --------------------- | ----- | ----- | ----- | ----- |
| VVD                   | 7     | 7     | 9     | 5     |
| Lijst A. Fokker       | —     | —     | —     | 5     |
| D66                   | 2     | 2     | 2     | 4     |
| PvdA                  | 3     | 5     | 4     | 3     |
| CDA                   | 7     | 4     | 3     | 2     |
| GroenLinks            | 4     | 4     | 3     | 2     |
| Gooise Ouderen Partij | —     | —     | —     | 2     |
| ChristenUnie          | —     | 1     | 1     | 0     |
| Bussums Bloei         | —     | —     | 1     | —     |
| Gesamt                | 23    | 23    | 23    | 23    |

## Söhne und Töchter der Stadt
- Jan Veth (1864–1925), Maler und Schriftsteller, geb. in Dordrecht, lange Jahre wohnhaft in Bussum
- Alphert Schimmelpenninck van der Oye (1880–1943), Kommunalpolitiker und Sportfunktionär
- Corinne Franzén-Heslenfeld (1903–1989), Bildhauerin
- Jan Thijssen (1908–1945), Widerstandskämpfer gegen die deutsche Besatzung
- Hans Keilson (1909–2011), Schriftsteller und Arzt
- Karel Thole (1914–2000), Zeichner und Maler
- Paul Biegel (1925–2006), Kinderbuchautor
- Emmy Eerdmans (1931–2024), Malerin, Zeichnerin und Bildhauerin
- Corrie Schimmel (* 1939), Schwimmerin, Europameisterin
- Tessa de Loo (* 1946), Schriftstellerin
- Charles de Lint, bürgerlich Charles Hoefsmit (* 1951), kanadischer Fantasy-Autor und Musiker
- Huub Rothengatter (* 1954), Autorennfahrer
- Ernst Reijseger (* 1954), Cellist
- Torsten Enge (* 1956), Hochschullehrer, Philosoph und Kunsthistoriker
- Anneloes Nieuwenhuizen (* 1963), Hockeyspielerin
- Ruud Hesp (* 1965), ehemaliger Fußballtorwart und heutiger Torwarttrainer
- Madeleine de Cock Buning (* 1966), Juristin und Hochschullehrerin
- Thekla Reuten (* 1975), Schauspielerin
- Julia van der Toorn (* 1995),  Singer-Songwriter
- Joël Drommel (* 1996), Fußballtorwart

## Persönlichkeiten
- Bernard de Hoog (1866–1943), Maler
- Bruno Mendel (1897–1959), Mediziner, Biochemiker und Pharmazeut
- Jan Somer (1899–1979), Offizier und Widerstandskämpfer
- Ton Koopman (* 1944), Dirigent, Organist, Cembalist und Hochschullehrer
- Axel van Trotsenburg (* 1958), niederländisch-österreichischer Wirtschaftswissenschaftler und Entwicklungsexperte
- Madeleine de Cock Buning (* 1966), Juristin und Hochschullehrerin
- Joël Drommel (* 1996), Fußballspieler